# Badminton bei den European Maccabi Games 2015
Bei den European Maccabi Games 2015 wurden fünf Badmintonwettbewerbe ausgetragen. Sie fanden vom 29. bis zum 30. Juli 2015 in Berlin statt.

## Sieger und Platzierte
| Disziplin    | Gold                               | Silber                               | Bronze                         |
| ------------ | ---------------------------------- | ------------------------------------ | ------------------------------ |
| Herreneinzel | Alan Shekhtman                     | Alan Plavin                          | Aliaksei Konakh                |
| Dameneinzel  | Darya Shcharbinskaya               | Aimee Shulton                        | Alisa Podporin                 |
| Herrendoppel | Daniel Berdichevsky Alan Shekhtman | Semjon Brener Alan Plavin            | Robert Bursack Aliaksei Konakh |
| Damendoppel  | Jessica Cohn Nicole Frevold        | Darya Shcharbinskaya Aimee Shulton   | Elisa Lubarov Alisa Podporin   |
| Mixed        | Alan Shekhtman Nicole Frevold      | Aliaksei Konakh Darya Shcharbinskaya | Robert Bursack Aimee Shulton   |